# 朱融焞
长乐康懿王朱融焞（1523年—1564年6月27日），明朝韩昭王朱旭櫏庶五子。韩王府第一代长乐王。

## 生平
嘉靖十一年（1532年）十月，明世宗命忻城伯趙武等為正使，禮科給事中張璽等為副使，持節冊封朱融焞為長樂王。嘉靖十八年（1539年）十二月，命撫寧侯朱岳等為正使，尚寶司司丞馬從謙等為副使，持節冊封婁氏為長樂王妃。
嘉靖三十一年（1552年）六月，襄陵王朱融焚与本府镇国中尉朱旭楦等同谋，聚集朱融焞、朱融焞的嫡次兄韩定王朱融燧的嫡四子庆阳王朱谟垫等宗室二百六十余人上疏弹劾朱融燧兼并山田市肆、虐杀无辜、招集无赖等各种奸利隐慝事，诬陷他有不轨图谋。朱融燧亦也上奏朱融焚等宗室的凶淫不法事。明世宗遣内监官张朝前去与抚按官会勘查出情状。嘉靖三十二年（1553年）闰三月，世宗下诏，停朱融焞等人禄米一年，下敕书告谕朱融燧改过守法管束宗室。
嘉靖四十三年（1564年）五月，朱融焞去世，按例賜祭葬。隆庆四年四月，其嫡长子朱谟㘰受册袭封。

## 评价
- 《弇山堂别集》卷073：温良好樂，柔克有光。